# Georgien i olympiska spelen
Georgien deltog första gången vid olympiska vinterspelen 1994 i Lillehammer. Innan dess utgjorde Georgien en del av Tsarryssland (till 1917) och Sovjetunionen (1917 till 1992).
Georgien har totalt vunnit 18 medaljer (samtliga på sommar-OS).

## Medaljer
| Guld | Silver | Brons | Totalt antal medaljer |
| ---- | ------ | ----- | --------------------- |
| 5    | 2      | 11    | 18                    |

### Medaljer efter sommarspel
| Spel         | Guld                        | Silver                      | Brons                       | Totalt                      |
| 1900-1912    | som en del av Ryssland      | som en del av Ryssland      | som en del av Ryssland      | som en del av Ryssland      |
| 1952-1988    | som en del av Sovjetunionen | som en del av Sovjetunionen | som en del av Sovjetunionen | som en del av Sovjetunionen |
| 1992         | som en del av OSS           | som en del av OSS           | som en del av OSS           | som en del av OSS           |
| 1996 Atlanta | 0                           | 0                           | 2                           | 2                           |
| 2000 Sydney  | 0                           | 0                           | 6                           | 6                           |
| 2004 Aten    | 2                           | 2                           | 0                           | 4                           |
| 2008 Beijing | 3                           | 0                           | 3                           | 6                           |
| 2012 London  | ?                           | ?                           | ?                           | ?                           |
| Totalt       | 5                           | 2                           | 11                          | 18                          |

### Medaljer efter vinterspelen
| Spel                | Guld                        | Silver                      | Brons                       | Totalt                      |
| 1956-1988           | som en del av Sovjetunionen | som en del av Sovjetunionen | som en del av Sovjetunionen | som en del av Sovjetunionen |
| 1992                | som en del av OSS           | som en del av OSS           | som en del av OSS           | som en del av OSS           |
| 1994 Lillehammer    | 0                           | 0                           | 0                           | 0                           |
| 1998 Nagano         | 0                           | 0                           | 0                           | 0                           |
| 2002 Salt Lake City | 0                           | 0                           | 0                           | 0                           |
| 2006 Turin          | 0                           | 0                           | 0                           | 0                           |
| 2010 Vancouver      | 0                           | 0                           | 0                           | 0                           |
| Totalt              | 0                           | 0                           | 0                           | 0                           |

### Medaljer efter sporter
| Sport         | Guld | Silver | Brons | Totalt |
| Brottning     | 2    | 1      | 6     | 9      |
| Judo          | 2    | 1      | 2     | 5      |
| Tyngdlyftning | 1    | 0      | 1     | 2      |
| Boxning       | 0    | 0      | 1     | 1      |
| Skytte        | 0    | 0      | 1     | 1      |
| Totalt        | 5    | 2      | 11    | 18     |